# Prayer of the Rollerboys
Pour plus de détails, voir Fiche technique et Distribution.
Prayer of the Rollerboys (on le trouve aussi parfois sous le titre français Les Rollerboys) est un film nippo-américain réalisé par Rick King, sorti en 1990.

## Synopsis
Dans un futur indéterminé mais plutôt proche, les États-Unis ont sombré dans une immense décadence économique et morale, avec en prime, une montée du racisme primaire. Griffin est un jeune adulte qui gagne sa vie comme livreur de pizza et qui s'occupe, en plus, de son jeune frère. Un ancien camarade de jeunesse de Griffin, Gary Lee, est devenu le chef d'une bande de {{Quoi|loubards}}, les Rollerboys, qui prônent le suprémacisme blanc, s'adonnant à de nombreux larcins et se déplaçant toujours en rollers. Quand son frère commence à se rapprocher de cette bande de voyous et à idolâtrer Gary Lee, Griffin accepte la proposition que lui fait la police d'infiltrer cette bande.

## Fiche technique
- Titre : Prayer of the Rollerboys (ou Les Rollerboys)
- Titre original : Prayer of the Rollerboys
- Réalisation : Rick King
- Scénario : W. Peter Iliff
- Musique : Stacy Widelitz
- Photographie : Phedon Papamichael
- Montage : Daniel Loewenthal
- Production : Robert Mickelson
- Sociétés de production : Academy Entertainment, Fox Lorber Features, GAGA, JVC Entertainment Networks, TV Tokyo
- Société de distribution : Castle Hill Productions (en)
- Pays :  Japon,  États-Unis
- Langue : anglais
- Format : couleur - Ultra Stéréo
- Genre : action, science-fiction
- Durée : 95 minutes
- Dates de sortie :
  -  États-Unis : novembre 1990
  -  Royaume-Uni : 2 août 1991

## Distribution
- Corey Haim : Griffin
- Patricia Arquette : Casey
- Christopher Collet : Gary Lee
- Julius Harris (VF : Bruno Dubernat) : Speedbagger
- Devin Clark : Miltie
- Morgan Weisser (VF : Emmanuel Karsen) : Bullwinkle
- Mark Pellegrino : Bango
- J.C. Quinn : Jaworsky

## Distinctions
- Nommé au Saturn Award du meilleur film de science-fiction 1992
- Nomination pour Corey Haim au Saturn Award du meilleur jeune acteur 1992